# Cantón de Cergy-Sur
El cantón de Cergy-Sur era una división administrativa francesa, que estaba situada en el departamento de Valle del Oise y la región de Isla de Francia.

## Composición
El cantón estaba formado por una comuna, más una fracción de la comuna que le daba su nombre:
- Cergy (fracción)
- Eragny

## Supresión del cantón de Cergy-Sur
En aplicación del Decreto n.º 2014-168 de 17 de febrero de 2014, el cantón de Cergy-Sur fue suprimido el 22 de marzo de 2015 y sus 2 comunas pasaron a formar parte; una del nuevo cantón de Cergy-2 y la fracción de la comuna que le daba su nombre se unió con la otra fracción para que, por medio de una reestructuración cantonal, fueran creados los nuevos cantones de Cergy-1 y Cergy-2.